# يوهانس نيكولاوس برونستد
يوهانس نيكولاوس برونستد (بالدنماركية Johannes Nicolaus Brønsted) فيزيائي وكيميائي دنماركي ولد في فارد في 22 فبراير1879 م وتوفي في 17 ديسمبر 1947 م.
نال برونستد شهادة الهندسة الكيميائية في عام 1899 م ودرجة الدكتوراه في عام 1908 م من جامعة كوبنهاغن. وعين مباشرة كأستاذ للكيمياء غير العضوية والكيمياء الفيزيائية في كوبنهاغن
في 1906 م نشر أول أعماله حول الألفة الإلكترونية. وفي عام 1923 م قدم نظرية تفاعل حمض-قاعدة البروتونية في نفس الوقت مع الكيميائي الإنكليزي توماس مارتن لوري. وفي نفس العام، اقترح جيلبرت نيوتن لويس نطريته الإلكترونية، ولكن كلا النظريتان استخدمتا على وجه عام.

## روابط خارجية
- يوهانس نيكولاوس برونستد على موقع الموسوعة البريطانية (الإنجليزية)